# Ступ (Клина)
Ступ (алб. Stupë) је насеље у општини Клина, Косово и Метохија, Република Србија.

## Становништво
| Демографија | Демографија | Демографија |
| Година      | Становника  | Становника  |
| ----------- | ----------- | ----------- |
| 1948.       | 268         |             |
| 1953.       | 300         |             |
| 1961.       | 350         |             |
| 1971.       | 375         |             |
| 1981.       | 588         |             |
| 1991.       | 604         |             |